# Orange Goblin
Orange Goblin est un groupe britannique de stoner metal, originaire de Londres, en Angleterre. Chris Turner a aussi joué au sein de Capricorns.

## Histoire
Orange Goblin est formé en 1994 sous le nom de Our Haunted Kingdom avant de changer de batteur et de nom l'année suivante. La formation sortit en 1996 une compilation produite par Rise Above Records avant d'adopter le nom d'Orange Goblin. Les trois premiers albums du groupe étaient du style stoner metal et doom metal. En 2002, l'album Coup de Grace présente un style plus agressif avec des influences punk rock et la participation de John Garcia sur deux titres. Leur sixième album Healing Through Fire est le résultat de leur nouveau contrat avec Mayan Records/Sanctuary Records. Le 16 décembre 2005, le groupe célébra son 10e anniversaire avec un concert au club Underworld à Camden Town aux côtés de Scissorfight et Blood Island Raiders.
Le guitariste rythmique Pete O'Mally quitte le groupe en 2004.

## Membres

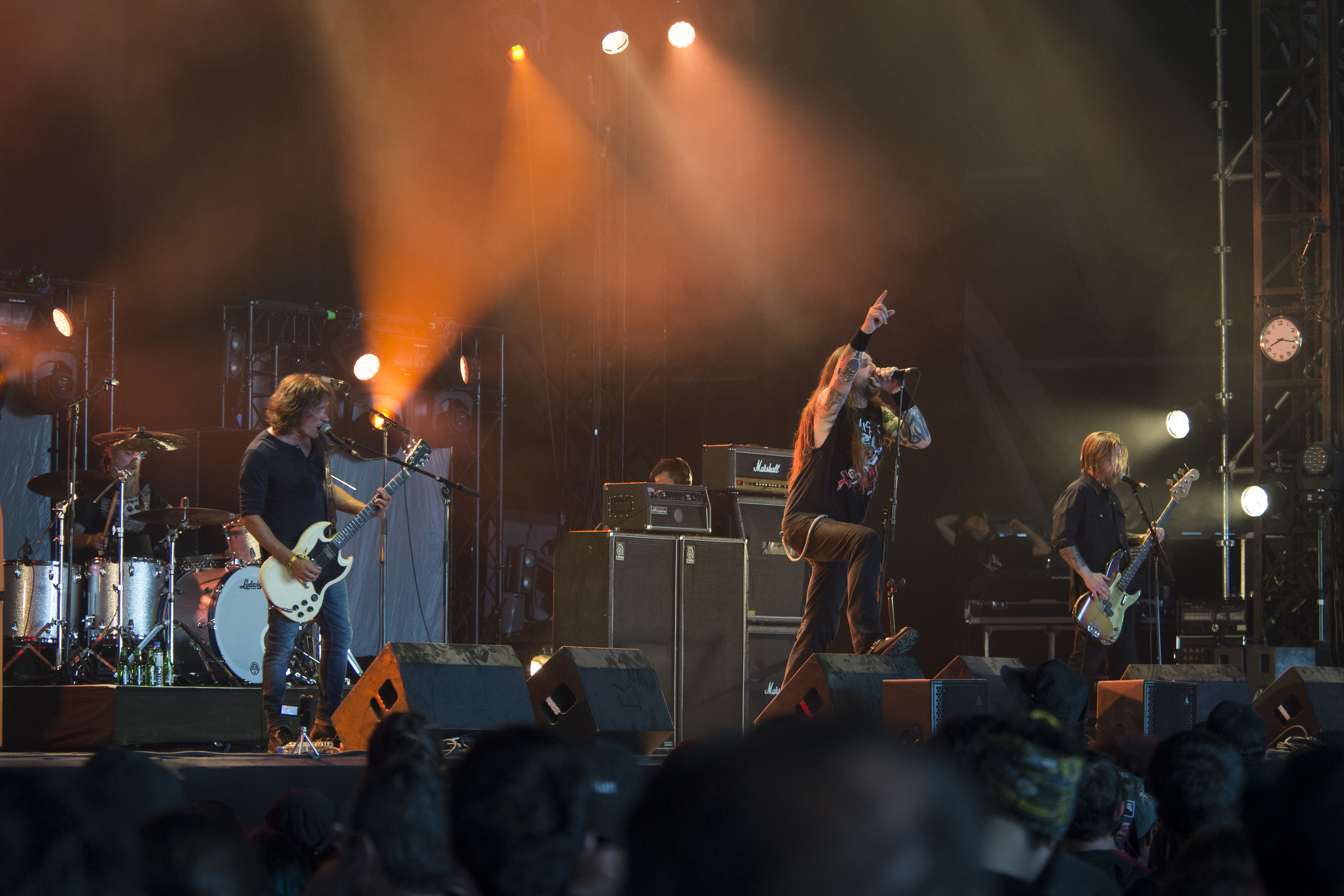
Orange Goblin au Hellfest en 2018.

### Membres actuels
- Ben Ward - guitare, chant
- Joe Hoare - guitare
- Harry Armstrong - basse
- Chris Turner - batterie

### Anciens membres
- Pete O'Malley - guitare
- Martyn Millard - basse[2]
- Duncan Gibbs - claviers sur Frequencies...

## Discographie

### Albums studio
- 1997 : Frequencies from Planet Ten (CD, Rise Above Records)
- 1998 : Time-Travelling Blues (Rise Above Records)
- 2000 : The Big Black (Rise Above Records)
- 2002 : Coup de Grace (Rise Above Records)
- 2004 : Thieving from the House of God (Rise Above Records)
- 2007 : Healing Through Fire (CD et DVD, Mayan Records)
- 2012 : A Eulogy For The Damned (Candlelight Records)
- 2013 : A Eulogy for the Fans... Orange Goblin Live 2012 (CD+DVD, Candlelight Records)
- 2014 : Back from the Abyss
- 2018 : The Wolf Bites Back
- 2024 : Science, Not Fiction

### Singles
- 1996 : Demon Lung/Aquatic Fanatic collaboration avec Electric Wizard (Rise Above Records)
- 1997 : Nuclear Guru, (Man's Ruin Records)
- 1997 : Chrono.Naut/Nuclear Guru, collaboration avec Electric Wizard (Man's Ruin Records)
- 1998 : The Time (CD, Rise Above Records)
- 2000 : Orange Goblin/Alabama Thunderpussy, collaboration avec Alabama Thunderpussy (Eccentric Man Records)
- 2004 : Some You Win, Some You Lose (Rise Above Records)